# Paolina Loredan
Paolina Loredan (* im 16. Jahrhundert; † 10. April 1660 in Venedig) war wenig mehr als dreizehn Monate Dogaressa während der Amtszeit ihres Ehemanns, des Dogen von Venedig Carlo Contarini, nämlich vom 27. März 1655 bis zum 1. Mai 1656. Doch mied sie die Öffentlichkeit, den Beifall und die Grüße in den Straßen, und versuchte, sich allen Zeremonien so weit wie möglich zu entziehen. Anlässlich der Erhebung zum Dogen entstand eine Schaumünze des Paares, die auf der Vorderseite Carlo Contarini zeigt, auf der Rückseite Paolina Loredan. Die Dogaressa überlebte ihren Ehemann um knapp vier Jahre und wurde in San Vidal, im Grabmal ihres Ehemannes, beigesetzt. Dieses Grabmal ist jedoch nicht erhalten, ebenso wenig wie ihre Gebeine, hingegen wurden die Porträts, was in der Republik Venedig außergewöhnlich war, an der Außenfassade der Kirche angebracht.

## Leben
Am 20. Februar 1601 heiratete Paolina di Lorenzo Loredan den späteren Dogen, der zu dieser Zeit 20 Jahre alt war, in der Kirche San Polo. In die Ehe brachte sie eine enorme Mitgift in Höhe von 26.000 Dukaten ein, die es ihm ermöglichte, seine späteren, überaus aufwändigen Gesandtschaftsreisen zu finanzieren, und die erheblich zu seiner Wahl zum Dogen beitrug.
Das Paar hatte vier Söhne – wobei gleich zwei den Namen Lorenzo erhielten, die beiden anderen Söhne hießen Giovan Battista und Andrea – sowie vier Töchter, nämlich Cecilia, Lorenza, Cornelia und Elisabetta. Letztere, zunächst mit Pietro Contarini verheiratet, ehelichte Girolamo Renier. Sie war die einzige, die den Vater überlebte. Andrea (1601–1675) heiratete 1625 Chiara Foscari, die jedoch bereits 1634 starb. In zweiter Ehe heiratete er Contarina Dolfin. Er ging als Gesandter nach Warschau, um dem neuen König von Polen zur Thronbesteigung zu gratulieren; auch den Kaiser empfing er in Triest. 1645 wurde er für 25.000 Dukaten Prokurator von San Marco.
Paolina Loredan mied die Öffentlichkeit, weil sie den Spott der Venezianer fürchtete. Edgcumbe Staley führt „Paolina Loredano – Contarini“ in seinem Werk The Dogaressas of Venice, erschienen 1910, als eine der „Dogaressas“ auf, wonach sie eine ‚immens beleibte Frau‘ von schlichtem Aussehen war, die es vermeiden wollte, wegen ihrer Eigenheiten lächerlich gemacht zu werden. Bereits Molmenti (S. 340) führte diese Eigenart auf, wobei er sich explizit auf „Palatii, Fasti duc., p. 272“ stützte. Damit war ein Werk von Giovanni Palazzi gemeint, gedruckt 1696.

## Beisetzung, bildliche Darstellungen
Beerdigt wurde die 1660 verstorbene Paolina Loredan im Grabmal ihres vier Jahre zuvor beigesetzten Ehemanns in San Vidal, einer Kirchengemeinde, der das Paar umfangreiche Legate hatte zukommen lassen. Das Grabmal wurde jedoch (als einziges) von einem späteren Dogen, nämlich von Alvise Pisani in Anspruch genommen. Die Porträts von Paolina Loredan und ihres Ehemanns wurden dabei an die Fassade der Kirche versetzt (allerdings ohne Namensnennung), was dem ansonsten strikten Verbot der Selbstverherrlichung der Dogen im öffentlichen Raum außerhalb von Kirchen und Privaträumen widersprach. Nach 1859 gingen die menschlichen Überreste des Paares im Zuge von Säkularisierung und von Umbauten verloren.